# Mariä Geburt (Längloh)

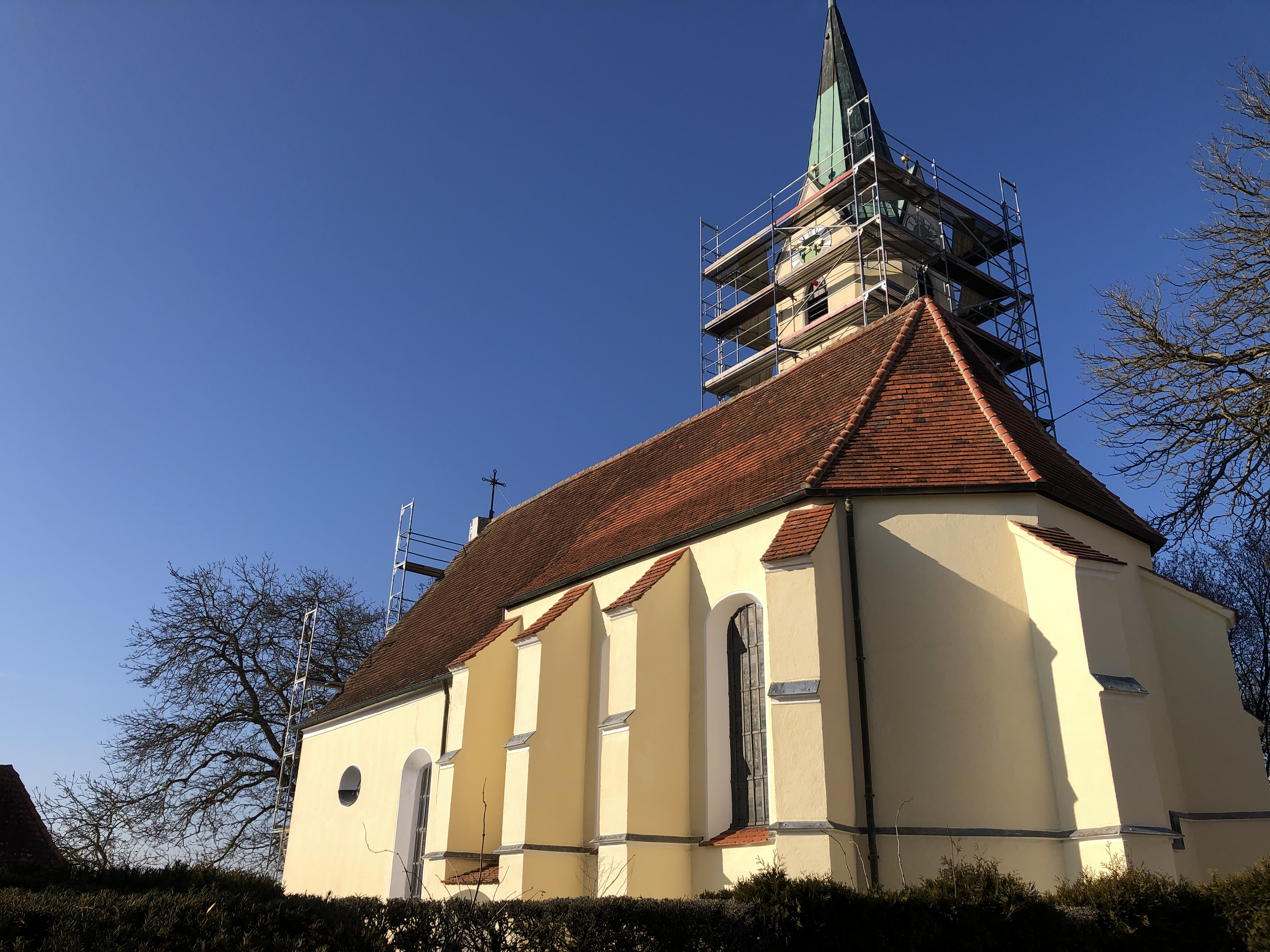
Mariä Geburt in Längloh

Die römisch-katholische Filialkirche Mariä Geburt, eine ehemalige Wallfahrtskirche, steht in Längloh, einem Gemeindeteil des Marktes Burgheim im oberbayerischen Landkreis Neuburg-Schrobenhausen. Sie ist in der Liste der Baudenkmäler in Burgheim als Baudenkmal unter der Nr. D-1-85-125-23 eingetragen. Die Kirche gehört zum Dekanat Neuburg-Schrobenhausen des Bistums Augsburg.

## Beschreibung
Die unteren Geschosse des Kirchturms und der eingezogene, dreiseitig geschlossene Chor wurden Ende des 15. Jahrhunderts erbaut. Sie werden beide von Strebepfeilern gestützt. Das Langhaus wurde 1762 nach Westen an den Chor angebaut. Der Turm erhielt 1858 ein mit einem spitzen Helm bedecktes Obergeschoss für den Glockenstuhl und die Turmuhr.
Der Innenraum des Langhauses ist mit einer Flachdecke überspannt, der des Chors mit einem Kreuzgratgewölbe. Die Fresken hat 1762 Joseph Hartmann eingefügt. Der Hochaltar von 1696 wird seitlich von Konsolen flankiert, auf denen die Skulpturen des Heiligen Joachim und der Heiligen Anna stehen. 